# Касос
Касос (грч.  []) је једно од острва у групацији Додеканеза у источној Грчкој. Управно острво припада округу Карпатос у оквиру Периферији Јужни Егеј, где са околним острвцима и хридима чини посебну општину. Главно место на острву је истоимени градић Фри.

## Природни услови
Касос је једно од најзападнијих острва Додеканеза и подједнако је ближе је Криту него Родосу. Најближе значајније острво је Карпатос на око 10 km ка североистоку. Острво је средње величине, планинско и каменито. Обала острва је слабо разуђена.
Клима Касоса је средоземна са дугим, сушним летима и благим и кишовитим зимама. Недостатак воде је значајно ограничење, будући да Карпатос није близу копна тако да постоји и недостатак подземних извора. Због тога је биљни и животињски свет су особени за ову климу, а од гајених култура доминирају маслина и винова лоза.

## Историја
Касос је насељен још током праисторије. Током старе Грчке Касос је био познат као важно пристаниште на дугим путовањима по источном Средоземљу. После тога острвом је владао стари Рим, затим и Византија, па Арабљани. 1204. г. после освајања Цариграда од стране Крсташа Касос потпада под власт Млечана, под којима остаје до 1540. г., када нови господар постаје османско царство. Становништво Касоса је било значајно укључено у Грчки устанак 20их година 19. века, па је у 1825. г. османски паша извршио одмазду над острвљанима направивши покољ, који је трајно оштетио острво. Ипоред страдања острво није било тада прикључено новооснованој Грчкој. 1912. г. острво запоседа Италија, која га губи после Другог светског рата. Последњих деценија ово је донекле умањено развојем туризма.

## Становништво
Главно становништво на Касосу су Грци. Касос спада у ретко насељена острва међу значајинијим острвима Додеканеза, али је развој туризма протеклих 20ак година допринео просперитету острва и смањењу пада броја становника. Последњих година све су бројнији грчки повратници из Америке, који улажу и поново се настањују у завичају.
Управно средиште острва је лука Фри, али је највеће насеље оближња Аја Марина.

## Привреда
Данас се привреда Касоса све више заснива на туризму и поморству, а све мање на традициналној пољопривреди (маслине, винова лоза, мање јужно воће).
Острво поседује и аеродром, који је довољне величине да прихвати мање авионе.